# Pseudoeurycea papenfussi
La salamandra escaladora (Pseudoeurycea papenfussi) és una espècie d'amfibi urodel (salamandres) de la família Plethodontidae. És endèmica de Mèxic.
Els seus hàbitats naturals inclouen boscos tropicals o subtropicals secs i zones rocoses. Està amenaçada d'extinció a causa de la destrucció del seu hàbitat.